# Gièvres
Gièvres est une commune française située dans le département de Loir-et-Cher en région Centre-Val de Loire.
Localisée au sud du département, la commune fait partie de la petite région agricole « la Grande Sologne », vaste étendue de bois et de prés aux récoltes médiocres.
L'occupation des sols est marquée par l'importance des espaces agricoles et naturels qui occupent la quasi-totalité du territoire communal. Plusieurs espaces naturels d'intérêt sont présents dans la commune : un site natura 2000 et deux zones naturelles d'intérêt écologique, faunistique et floristique (ZNIEFF). En 2010, l'orientation technico-économique de l'agriculture dans la commune est la culture des céréales et des oléoprotéagineux. À l'instar du département qui a vu disparaître le quart de ses exploitations en dix ans, le nombre d'exploitations agricoles a fortement diminué, passant de 51 en 1988, à 10 en 2000, puis à 9 en 2010.

## Géographie

### Localisation et communes limitrophes
La commune de Gièvres se trouve au sud du département de Loir-et-Cher, dans la petite région agricole de la Grande Sologne,. À vol d'oiseau, elle se situe à 43,4 km  de Blois, préfecture du département, à 11 km de Romorantin-Lanthenay, sous-préfecture, et à 8,8 km de Selles-sur-Cher, chef-lieu du canton de Selles-sur-Cher dont dépend la commune depuis 2015. La commune fait en outre partie du bassin de vie de Chabris.
Les communes les plus proches sont :
Chabris (2,7 km)(Indre), La Chapelle-Montmartin (5 km), Pruniers-en-Sologne (5,1 km), Sembleçay (6,1 km)(Indre), Menetou-sur-Nahon (6,6 km)(Indre), Saint-Julien-sur-Cher (7,5 km), Villefranche-sur-Cher (7,6 km), Parpeçay (7,7 km)(Indre) et Varennes-sur-Fouzon (8,6 km) (Indre).
La commune se trouve dans l'aire géographique et dans la zone de production du lait, de fabrication et d'affinage du fromage valençay.

### Paysages et relief
Dans le cadre de la Convention européenne du paysage, adoptée le 20 octobre 2000 et entrée en vigueur en France le 1er juillet 2006, un atlas des paysages de Loir-et-Cher a été élaboré en 2010 par le CAUE de Loir-et-Cher, en collaboration avec la DIREN Centre (devenue DREAL en 2011), partenaire financier. Les paysages du département s'organisent ainsi en huit grands ensembles et 25 unités de paysage,. La commune fait partie de deux unités de paysage : « la Grande Sologne » et « le Cher des confins de la Sologne ».
À l'échelle régionale, le très important taux de boisement de la Sologne en fait une sorte de gigantesque île de verdure au cœur d'un océan de cultures, entre Beauce et Champagne Berrichonne. La Grande Sologne, localisée au sud-est, entre les vallées de la Loire et du Cher, occupe à elle seule un tiers environ du Loir-et-Cher. Elle déborde ses limites en s'étendant sur le Loiret et le Cher, rejoignant la Forêt d'Orléans au nord-est et couvrant la plus grande partie du coude de la Loire jusqu'aux portes de Bourges, au sud.
À l'entrée dans le département, le Cher s'épanouit sur une grande plaine agricole. Les coteaux, éloignés de 2,5 kilomètres entre Châtres-sur-Cher et Maray, offrent des points de vue remarquables qui se répondent d'une rive à l'autre : vers le sud, le regard porte sur les doux reliefs cultivés des confins du Berry et vers le nord, il embrasse l'immense horizon boisé de Sologne. Puis coteaux entre Mennetou-sur-Cher et Gièvres, un couloir régulier d'1,2 km de large en moyenne dessine une courbe puis la vallée s'ouvre à nouveau à l'approche de Gièvres pour former une petite plaine dont la perception est devenue peu sensible visuellement : la vallée très boisée s'avère souvent imperméable au regard.
L'altitude du territoire communal varie de 72 mètres à 102 mètres,.

### Hydrographie

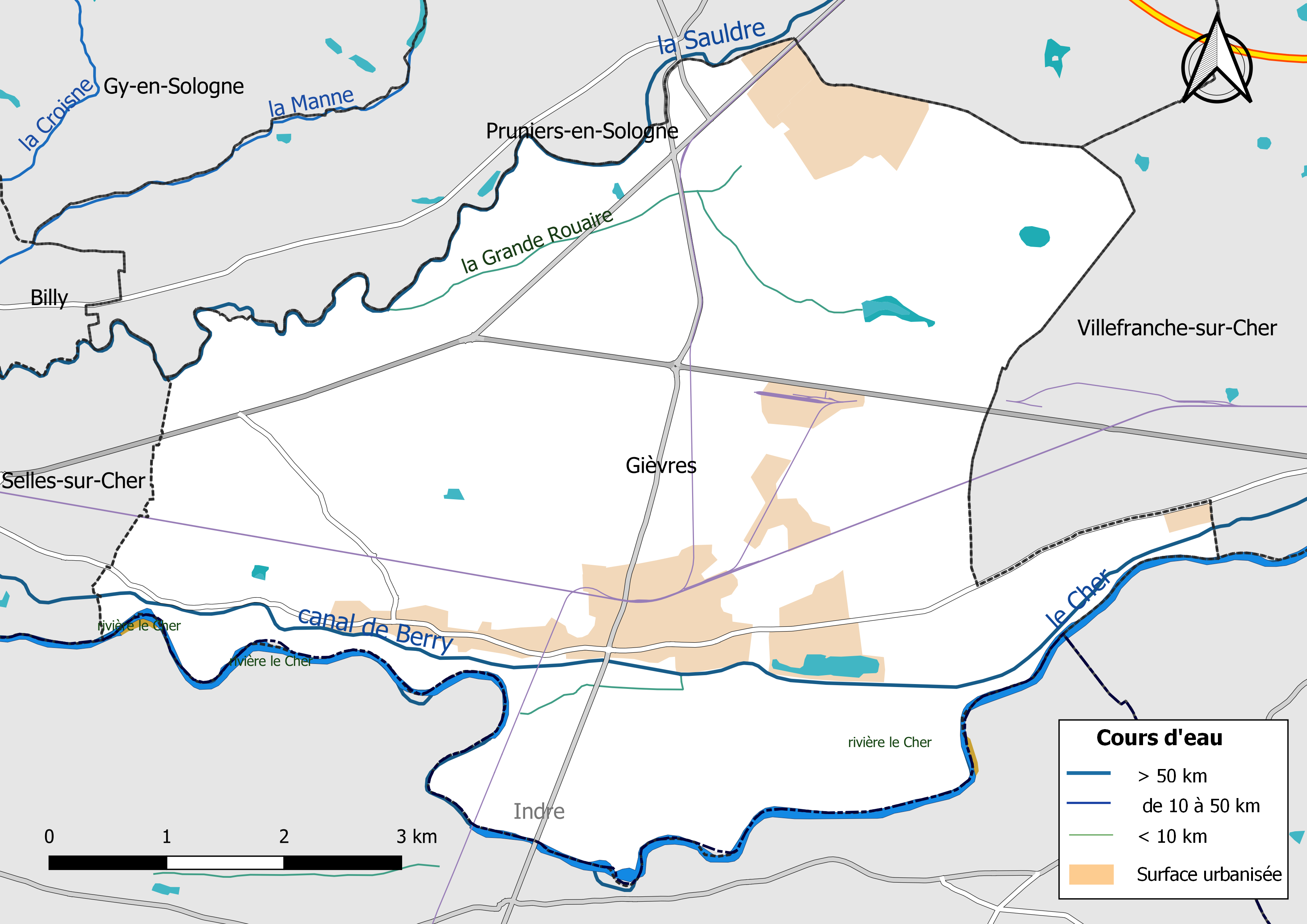
Réseau hydrographique de Gièvres.

La commune est drainée par le canal de Berry (10,242 km), la Sauldre (5,944 km), le Cher (3,838 km), la Grande Rouaire et par divers petits cours d'eau, constituant un réseau hydrographique de 26,96 km de longueur totale.
Le canal de Berry (d'abord « canal du Cher », puis « canal du duc de Berry » avant de prendre en 1830 son nom actuel) avait une longueur de 320 km. Réalisé entre 1808 et 1840, il a été utilisé jusqu'en 1945 puis a été déclassé et aliéné en 1955.
La Sauldre traverse la commune du nord-est vers le sud-ouest. D'une longueur totale de 183,1 km, il prend sa source dans la commune de Humbligny (Cher) et se jette dans le Cher à Selles-sur-Cher (Loir-et-Cher), après avoir traversé 29 communes.
Le Cher, d'une longueur totale de 365,5 km, prend sa source dans la commune de Mérinchal (Creuse) et se jette dans la Loire à Cinq-Mars-la-Pile (Indre-et-Loire), après avoir traversé 117 communes.
Canal de Berry est un cours d'eau de première catégorie, où le peuplement piscicole dominant est constitué de salmonidés (truite, omble chevalier, ombre commun, huchon), alors que la Sauldre et Nom inconnu sont deux cours d'eau de deuxième catégorie, où le peuplement piscicole dominant est constitué de poissons blancs (cyprinidés) et de carnassiers (brochet, sandre et perche).

### Climat
Pour des articles plus généraux, voir Climat du Centre-Val de Loire et Climat de Loir-et-Cher.
En 2010, le climat de la commune est de type climat océanique dégradé des plaines du Centre et du Nord, selon une étude du CNRS s'appuyant sur une série de données couvrant la période 1971-2000. En 2020, Météo-France publie une typologie des climats de la France métropolitaine dans laquelle la commune est exposée à un climat océanique altéré et est dans la région climatique Centre et contreforts nord du Massif Central, caractérisée par un air sec en été et un bon ensoleillement.
Pour la période 1971-2000, la température annuelle moyenne est de 11,2 °C, avec une amplitude thermique annuelle de 14,8 °C. Le cumul annuel moyen de précipitations est de 664 mm, avec 11 jours de précipitations en janvier et 6,7 jours en juillet. Pour la période 1991-2020, la température moyenne annuelle observée sur la station météorologique installée dans la commune est de 11,6 °C et le cumul annuel moyen de précipitations est de 695,7 mm,. Pour l'avenir, les paramètres climatiques de la commune estimés pour 2050 selon différents scénarios d'émission de gaz à effet de serre sont consultables sur un site dédié publié par Météo-France en novembre 2022.
| Mois                                  | jan.             | fév.           | mars            | avril           | mai             | juin            | jui.           | août           | sep.            | oct.            | nov.           | déc.             | année      |
| ------------------------------------- | ---------------- | -------------- | --------------- | --------------- | --------------- | --------------- | -------------- | -------------- | --------------- | --------------- | -------------- | ---------------- | ---------- |
| Température minimale moyenne (°C)     | 1,1              | 0,4            | 2,2             | 3,9             | 7,8             | 11,1            | 12,6           | 12,1           | 8,7             | 7               | 3,5            | 1,4              | 6          |
| Température moyenne (°C)              | 4,6              | 5              | 8               | 10,4            | 14,2            | 17,6            | 19,5           | 19,3           | 15,6            | 12,2            | 7,6            | 4,9              | 11,6       |
| Température maximale moyenne (°C)     | 8,1              | 9,5            | 13,8            | 17              | 20,6            | 24,1            | 26,4           | 26,6           | 22,5            | 17,5            | 11,7           | 8,4              | 17,2       |
| Record de froid (°C) date du record   | −20,9 17.01.1985 | −20 14.02.1929 | −14,7 01.03.05  | −7,1 04.04.1973 | −4,2 07.05.1957 | −0,8 05.06.1976 | 2,4 01.07.1975 | 1,2 25.08.1966 | −2,5 30.09.1972 | −8,8 30.10.1997 | −12 22.11.1993 | −18,4 29.12.1964 | −20,9 1985 |
| Record de chaleur (°C) date du record | 17,9 15.01.1975  | 23,7 27.02.19  | 28,8 25.03.1955 | 29,3 15.04.15   | 32,4 27.05.05   | 40 18.06.22     | 42 25.07.19    | 41,2 05.08.03  | 36,6 07.09.1934 | 32,1 02.10.23   | 23,8 07.11.15  | 20,2 03.12.1953  | 42 2019    |
| Ensoleillement (h)                    | 607              | 851            | 1 448           | 1 767           | 1 968           | 2 111           | 2 286          | 2 257          | 1 815           | 1 195           | 671            | 547              | 17 521     |
| Précipitations (mm)                   | 55,6             | 47,1           | 47,1            | 57,4            | 68,5            | 53,5            | 55,9           | 54,4           | 55,4            | 70,2            | 64,2           | 66,4             | 695,7      |

### Milieux naturels et biodiversité

#### Sites Natura 2000
Le réseau Natura 2000 est un réseau écologique européen de sites naturels d'intérêt écologique élaboré à partir des Directives « Habitats » et « Oiseaux ». Ce réseau est constitué de Zones spéciales de conservation (ZSC) et de Zones de protection spéciale (ZPS). Dans les zones de ce réseau, les États membres s'engagent à maintenir dans un état de conservation favorable les types d'habitats et d'espèces concernés, par le biais de mesures réglementaires, administratives ou contractuelles. L'objectif est de promouvoir une gestion adaptée des habitats tout en tenant compte des exigences économiques, sociales et culturelles, ainsi que des particularités régionales et locales de chaque État membre. Les activités humaines ne sont pas interdites, dès lors que celles-ci ne remettent pas en cause significativement l'état de conservation favorable des habitats et des espèces concernés. Une partie du territoire communal est incluse dans le site Natura 2000 :
la « Sologne », d'une superficie de 346 184 ha.

#### Zones naturelles d'intérêt écologique, faunistique et floristique
L'inventaire des zones naturelles d'intérêt écologique, faunistique et floristique (ZNIEFF) a pour objectif de réaliser une couverture des zones les plus intéressantes sur le plan écologique, essentiellement dans la perspective d'améliorer la connaissance du patrimoine naturel national et de fournir aux différents décideurs un outil d'aide à la prise en compte de l'environnement dans l'aménagement du territoire. Le territoire communal de Gièvres comprend deux ZNIEFF :
- les « Pelouses de l'aérodrome de Romorantin-Pruniers » (107,28 ha)[30] ;
- les « Prairies de Villefranches-Sur-Cher » (164,52 ha)[31].

Cartes des Znieff et site Natura 2000.
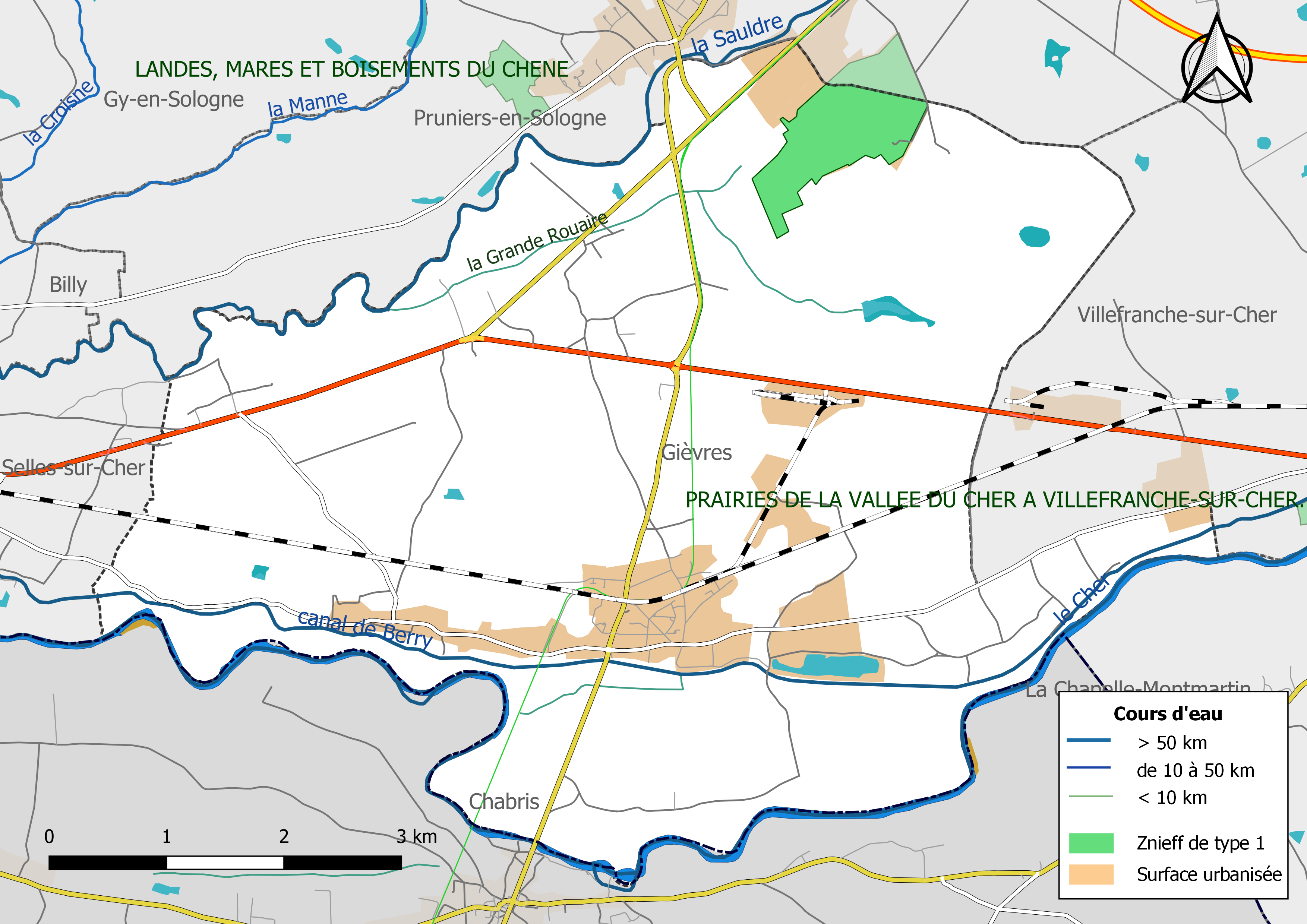
Carte des ZNIEFF de type 1 localisées dans la commune[Note 2].
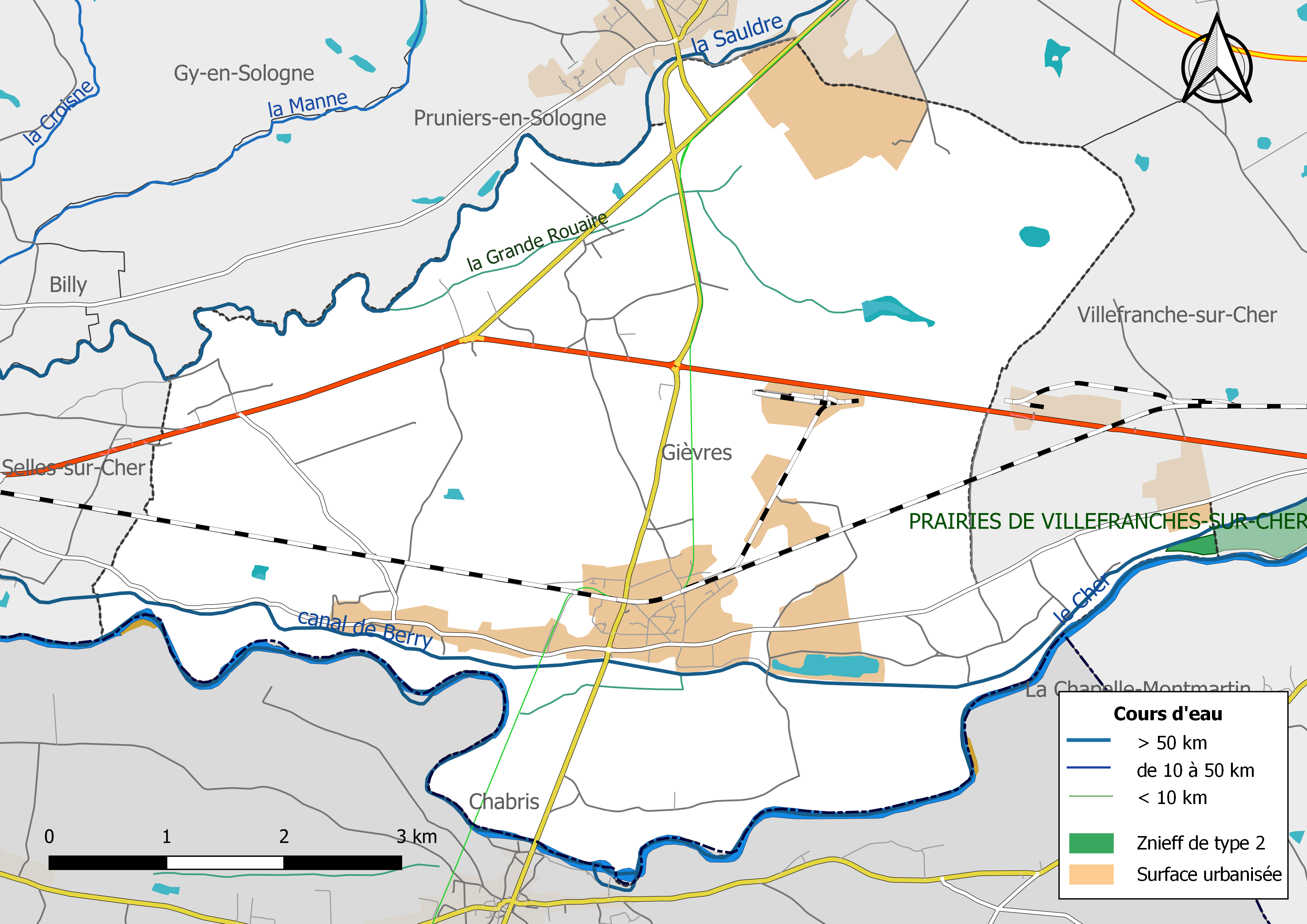
Carte des ZNIEFF de type 2 localisées dans la commune[Note 3].
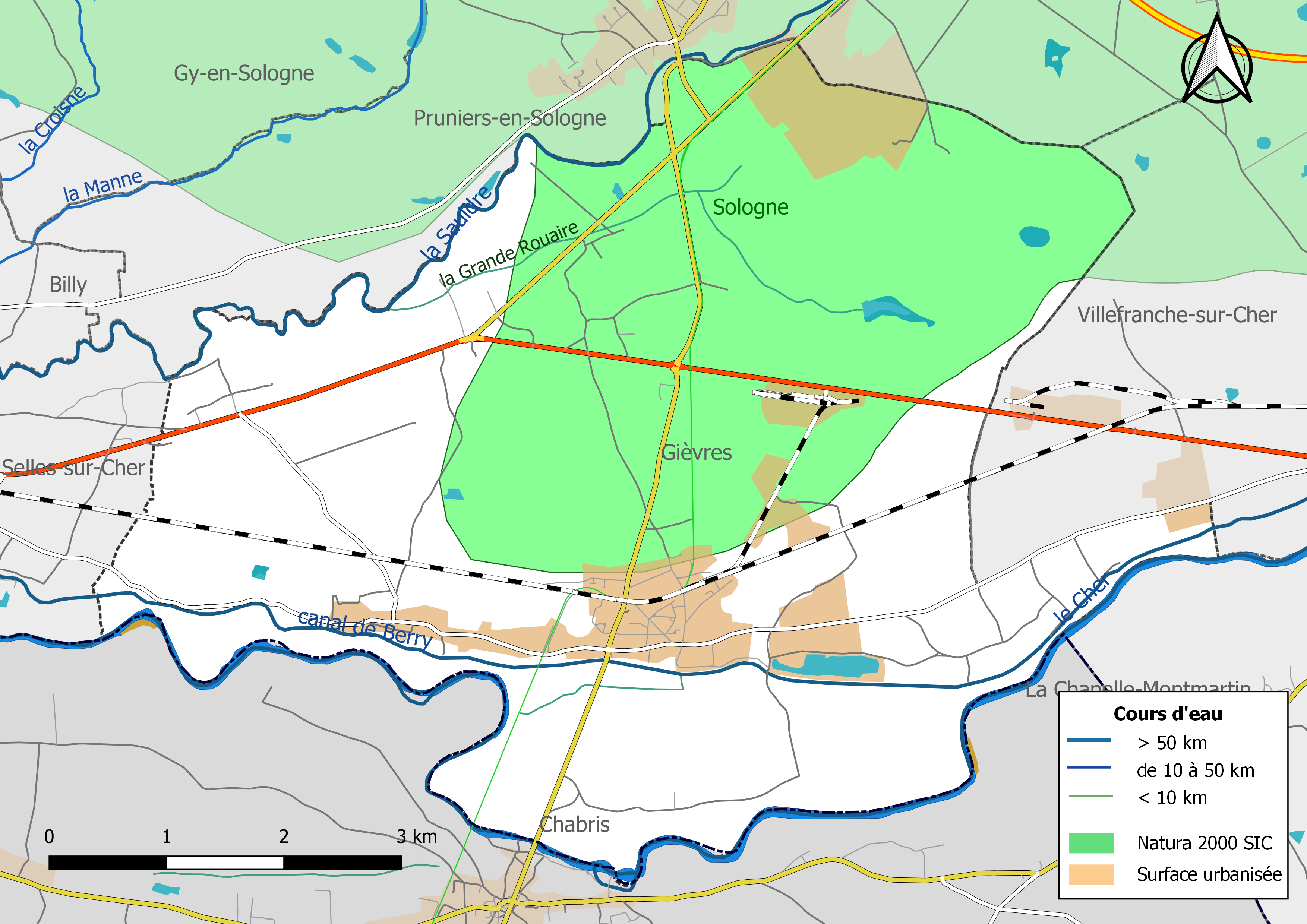
Carte du site Natura 2000 de type SIC localisée dans la commune.

## Urbanisme

### Typologie
Au 1er janvier 2024, Gièvres est catégorisée commune rurale à habitat dispersé, selon la nouvelle grille communale de densité à sept niveaux définie par l'Insee en 2022.
Elle est située hors unité urbaine. Par ailleurs la commune fait partie de l'aire d'attraction de Romorantin-Lanthenay, dont elle est une commune de la couronne,. Cette aire, qui regroupe 29 communes, est catégorisée dans les aires de moins de 50 000 habitants,.

### Occupation des sols
L'occupation des sols est marquée par l'importance des espaces agricoles et naturels (96,8 %). La répartition détaillée ressortant de la base de données européenne d'occupation biophysique des sols Corine Land Cover millésimée 2012 est la suivante :
terres arables (11,6 %),
cultures permanentes (0,6 %),
zones agricoles hétérogènes (15,4 %),
prairies (3,5 %),
forêts (65,2 %),
milieux à végétation arbustive ou herbacée (0,7 %),
zones urbanisées (1 %),
espaces verts artificialisés non agricoles (0,5 %),
zones industrielles et commerciales et réseaux de communication (1,7 %),
eaux continentales (0,5 %).

### Planification
En matière de planification, la commune disposait en 2017 d'un plan local d'urbanisme en révision.

### Habitat et logement
Le tableau ci-dessous présente la typologie des logements à Gièvres en 2016 en comparaison avec celle du Loir-et-Cher et de la France entière. Une caractéristique marquante du parc de logements est ainsi une proportion de résidences secondaires et logements occasionnels (16,9 %) inférieure à celle du département (18 %) mais supérieure à celle de la France entière (9,6 %). Concernant le statut d'occupation de ces logements, 84,8 % des habitants de la commune sont propriétaires de leur logement (84,5 % en 2011), contre 68,1 % pour le Loir-et-Cher et 57,6 pour la France entière.
|                                                         | Gièvres | Loir-et-Cher | France entière |
| ------------------------------------------------------- | ------- | ------------ | -------------- |
| Résidences principales (en %)                           | 70,0    | 74,5         | 82,3           |
| Résidences secondaires et logements occasionnels (en %) | 16,9    | 18           | 9,6            |
| Logements vacants (en %)                                | 13,1    | 7,5          | 8,1            |

### Risques majeurs
Le territoire communal de Gièvres est vulnérable à différents aléas naturels : inondations (par débordement du Cher), climatiques (hiver exceptionnel ou canicule), feux de forêts, mouvements de terrains ou sismique (sismicité très faible).
Il est également exposé à un risque technologique : le transport de matières dangereuses,.

#### Risques naturels

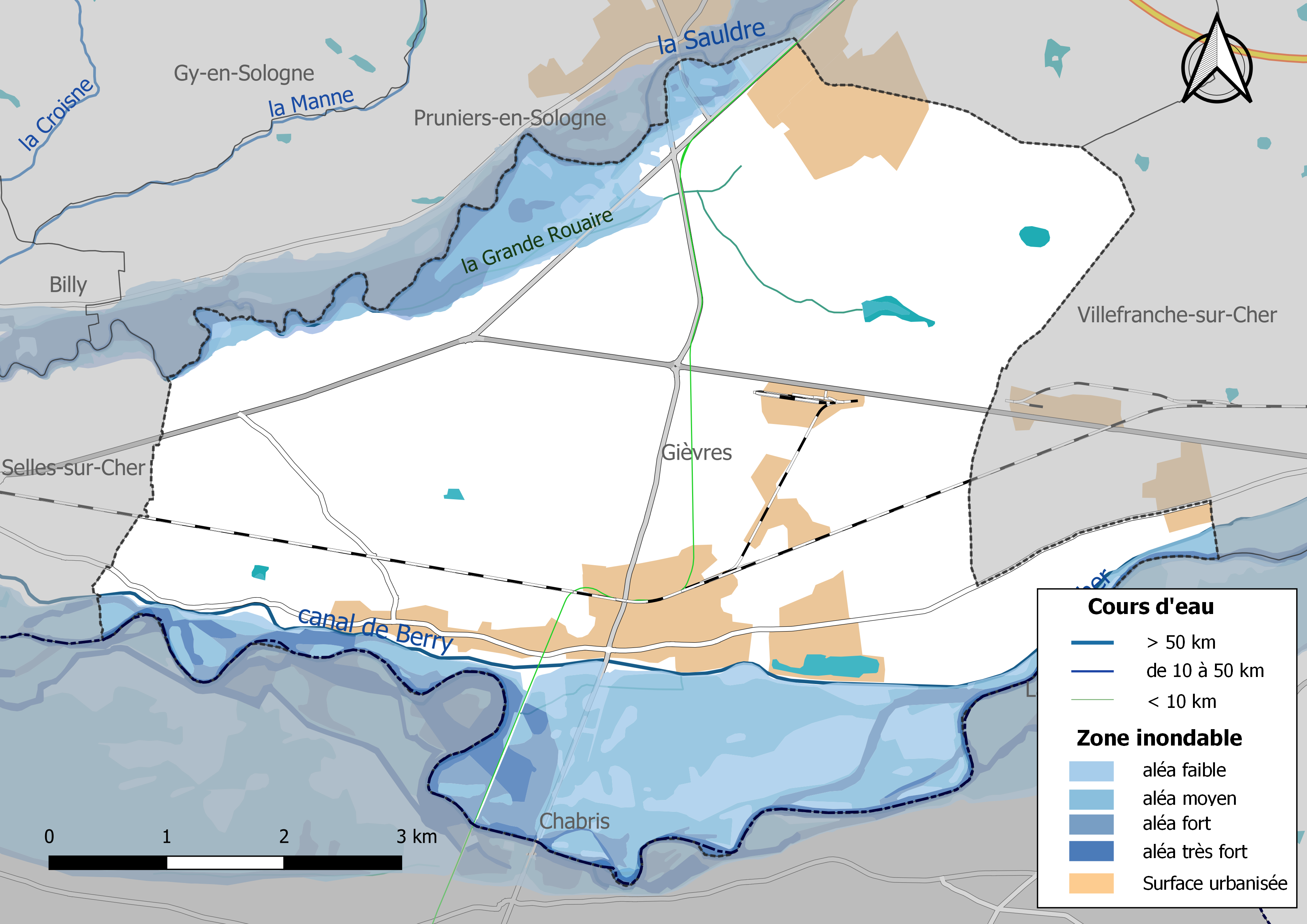
Zones inondables de la commune de Gièvres.

Les mouvements de terrains susceptibles de se produire dans la commune sont liés au retrait-gonflement des argiles. Le phénomène de retrait-gonflement des argiles est la conséquence d'un changement d'humidité des sols argileux. Les argiles sont capables de fixer l'eau disponible mais aussi de la perdre en se rétractant en cas de sécheresse. Ce phénomène peut provoquer des dégâts très importants sur les constructions (fissures, déformations des ouvertures) pouvant rendre inhabitables certains locaux. La carte de zonage de cet aléa peut être consultée sur le site de l'observatoire national des risques naturels Georisques.
Les crues du Cher sont moins importantes que celles de la Loire, mais elles peuvent provoquer des dégâts importants. Les crues historiques sont celles de 1856 (5 m à l'échelle de Noyers-sur-Cher), 1940 (4,03 m) et 1977 (3,58 m). Le débit maximal historique est de 1 560 m3/s et caractérise une crue de retour supérieur à cent ans pour Montrichard Val de Cher. Le risque d'inondation est pris en compte dans l'aménagement du territoire de la commune par le biais du Plan de prévention du risque inondation (PPRI) du Cher.

#### Risques technologiques
Le risque de transport de marchandises dangereuses dans la commune est lié à sa traversée par des infrastructures routières et ferroviaires importantes et la présence d'une canalisation de transport de gaz. Un accident se produisant sur de telles infrastructures est en effet susceptible d'avoir des effets graves au bâti ou aux personnes jusqu'à 350 m, selon la nature du matériau transporté. Des dispositions d'urbanisme peuvent être préconisées en conséquence.

## Histoire

### Antiquité
L'origine de Gièvres remonte à l'Antiquité gauloise. identifiée avec le nom Gabris qui figure sur la table de Peutinger viendrait d'un nom d'homme gaulois Gabrius. Voir Giverny.
À l'époque gallo-romaine la cité se développe au croisement de voies romaines de Tours à Bourges, d'Orléans à Poitiers, d'Orléans à Argenton et du Mans à Bourges ; elle compte environ un millier d'habitants.
Vers le IIIe siècle cette cité disparaît sans laisser la moindre trace, sauf au lieu-dit le Perreux où furent retrouvés de nombreux fragments de vie. Diverses fouilles y ont été pratiquées aux XIXe et XXe siècles.

### Révolution française et Empire

#### Nouvelle organisation territoriale
Le décret de l'Assemblée nationale du 12 novembre 1789 décrète qu'« il y aura une municipalité dans chaque ville, bourg, paroisse ou communauté de campagne », mais ce n'est qu'avec le décret de la Convention nationale du 10 brumaire an II (31 octobre 1793) que la paroisse de Gièvres devient formellement « commune de Gièvres »,.
En 1790, dans le cadre de la création des départements, la municipalité est rattachée au canton de Selles et au district de Romorantin. Les cantons sont supprimés, en tant que découpage administratif, par une loi du 26 juin 1793, et ne conservent qu'un rôle électoral, permettant l'élection des électeurs du second degré chargés de désigner les députés,. La Constitution du 5 fructidor an III, appliquée à partir de vendémiaire an IV (1795) supprime les districts, considérés comme des rouages administratifs liés à la Terreur, mais maintient les cantons qui acquièrent dès lors plus d'importance en retrouvant une fonction administrative. Enfin, sous le Consulat, un redécoupage territorial visant à réduire le nombre de justices de paix ramène le nombre de cantons en Loir-et-Cher de 33 à 24. Gièvres est alors rattachée au canton de Selles-sur-Cher et à l'arrondissement de Blois par arrêté du 5 vendémiaire an X (26 septembre 1801),,. Cette organisation va rester inchangée pendant près de 150 ans.

### Époque contemporaine
Jusqu'au milieu du XIXe siècle le bourg de Gièvres se situe au Bas-Bourg, tapi auprès de son église du XIe siècle, prieuré qui dépendait de l'abbaye de Massay. En 1845 elle est désaffectée puis démolie. Elle est reconstruite en 1853. Cette date marque une nouvelle urbanisation autour de la place actuelle et tout le long de la route de Selles-sur-Cher à Villefranche.
Avant 1789 Villedieu est une paroisse indépendante dont l'église romane dépend de la commanderie de Malte de Villefranche-sur-Cher ; elle est désaffectée avant la Révolution. Sur sa demande, la commune de Villedieu est rattachée à celle de Gièvres en 1815.
Aux XIXe et XXe siècles, Gièvres, qui est essentiellement agricole et viticole, voit son commerce se développer avec le creusement du canal de Berry en 1830, la construction de la route nationale 76 en 1840, l'arrivée du chemin de fer de Tours à Vierzon en 1867, du chemin de fer du B A (Blanc- Argent) en 1902, de l'édification d'un pont suspendu sur le Cher en 1840, remplacé par un pont métallique en 1898 lui-même remplacé par le pont actuel en 1970.
De 1917 à 1919, un immense camp est implanté à Gièvres par l'armée américaine, le GISD (General Intermediate Supply Depot). Il forme un losange de 13 km de long sur 3 de large. Il comprend 213 km de voies ferrées, 555 aiguillages, plus de 200 hangars d'une superficie totale de 36 ha couverts, une usine frigorifique pouvant contenir 8 000 tonnes de viande, 400 baraques de cantonnement où logent entre 20 000  et   30 000 hommes. En 1918, on adjoint à cet entrepôt, pour le montage des avions, le centre de production aéronautique no 2 de Romorantin qui s'étend pratiquement jusqu'à la limite de Romorantin. Ce camp est à l'origine de la base aérienne 273 et de l'Entrepôt des alcools. Tout le reste a été vendu, dépecé, disséminé après la guerre. L'histoire du camp américain a été contée par l'abbé Chauveau dans son ouvrage de 1922 : Les Américains à Gièvres.
Lors de la Seconde Guerre mondiale, la commune est située en zone occupée et sur la ligne de démarcation qui se trouve sur le Cher.

## Politique et administration

### Découpage territorial
La commune de Gièvres est membre de la communauté de communes du Romorantinais et du Monestois, un établissement public de coopération intercommunale (EPCI) à fiscalité propre créé le 1er janvier 2009.
Elle est rattachée sur le plan administratif à l'arrondissement de Romorantin-Lanthenay, au département de Loir-et-Cher et à la région Centre-Val de Loire, en tant que circonscriptions administratives. Sur le plan électoral, elle est rattachée au canton de Selles-sur-Cher depuis 2015 pour l'élection des conseillers départementaux et à la deuxième circonscription de Loir-et-Cher pour les élections législatives.

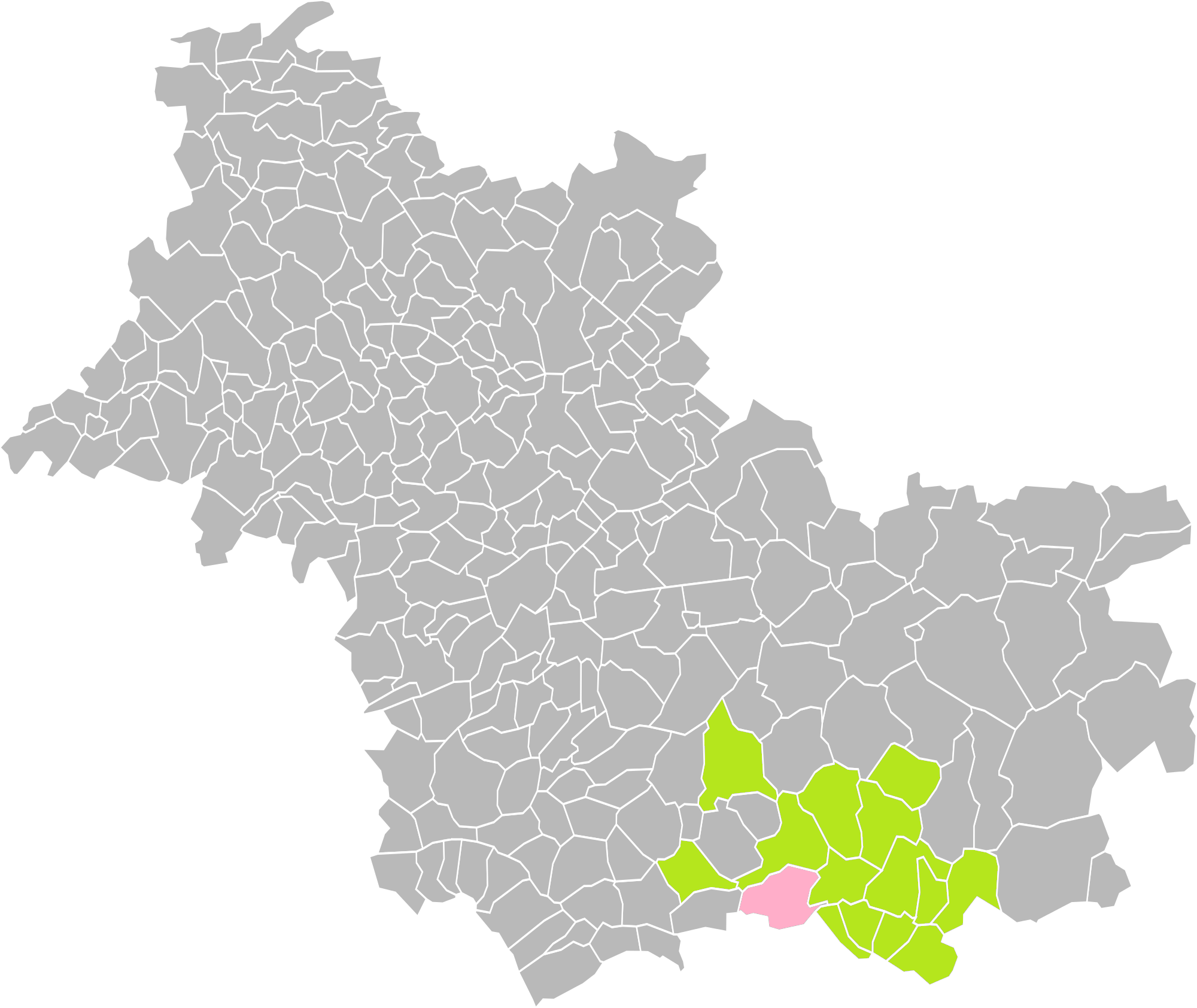
Gièvres dans l'intercommunalité en 2016.
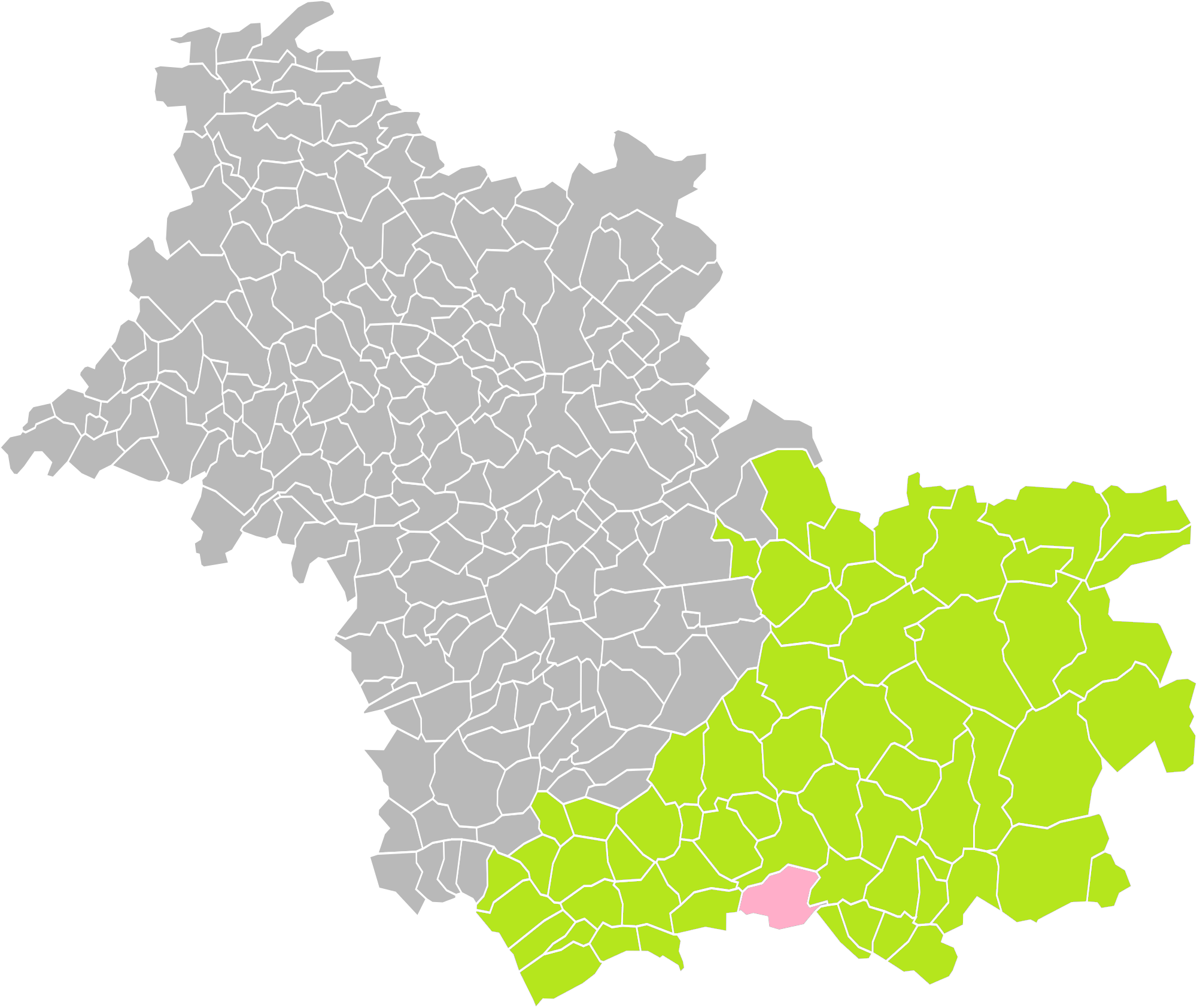
Gièvres dans l'arrondissement de Romorantin-Lanthenay en 2016.
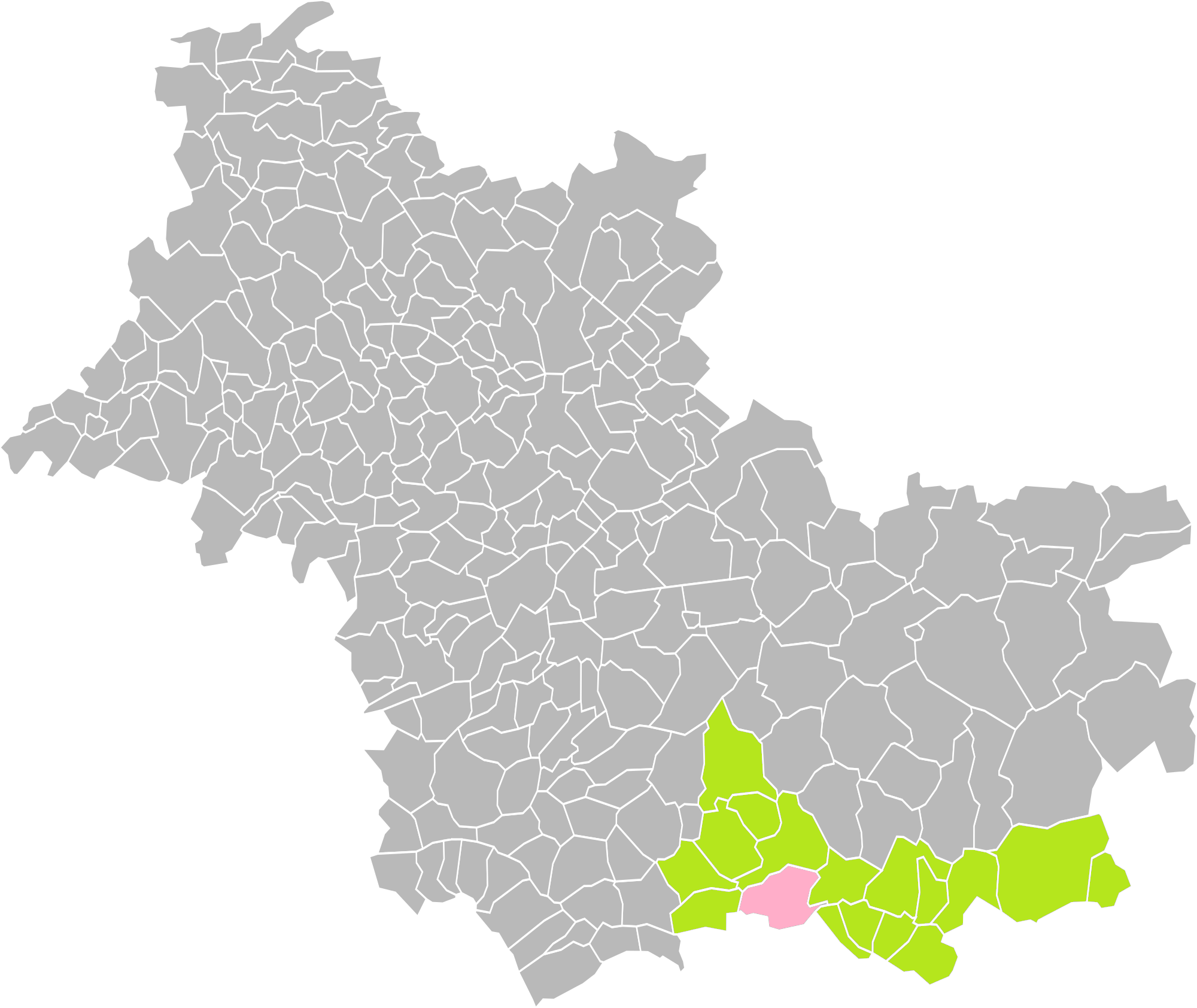
Gièvres dans le canton de Selles-sur-Cher en 2016.

### Politique et administration municipale

#### Conseil municipal et maire
Le conseil municipal de Gièvres, commune de plus de 1 000 habitants, est élu au scrutin proportionnel plurinominal avec prime majoritaire. Compte tenu de la population communale, le nombre de sièges au conseil municipal est de 19. Le maire, à la fois agent de l'État et exécutif de la commune en tant que collectivité territoriale, est élu par le conseil municipal au scrutin secret lors de la première réunion du conseil suivant les élections municipales, pour un mandat de six ans, c'est-à-dire pour la durée du mandat du conseil.
| Période                                  | Période      | Identité                 | Étiquette | Qualité                      |
| ---------------------------------------- | ------------ | ------------------------ | --------- | ---------------------------- |
| 1905                                     | 1930         | Alphonse Bougros         |           |                              |
| mars 1977                                | 1986         | François Baco            |           |                              |
| 1986                                     | mars 2008    | François Poinclou        |           |                              |
| mars 2008                                | juillet 2020 | Robert Mougne            |           | Fonctionnaire de catégorie A |
| juillet 2020                             | En cours     | Françoise Gilot-Leclerc, |           | Ancienne cadre               |
| Les données manquantes sont à compléter. |              |                          |           |                              |

## Équipements et services

### Eau et assainissement
L'organisation de la distribution de l'eau potable, de la collecte et du traitement des eaux usées et pluviales relève des communes. La compétence eau et assainissement des communes est un service public industriel et commercial (SPIC).

#### Alimentation en eau potable
Le service d'eau potable comporte trois grandes étapes : le captage, la potabilisation et la distribution d'une eau potable conforme aux normes de qualité fixées pour protéger la santé humaine. En 2019, la commune est membre du syndicat intercommunal d'adduction d'eau potable de Gievres Pruniers-en-Sologne qui assure le service en le délégant à une entreprise privée, Veolia dont le contrat arrive à échéance le 31 décembre 2033.

#### Assainissement des eaux usées
En 2019, la commune de Gièvres gère le service d'assainissement collectif en régie directe, c'est-à-dire avec ses propres personnels, avec le statut de régie à autonomie financière.
Une station de traitement des eaux usées est en service au 1er janvier 2019 sur le territoire communal :
« Les Chanteraux », un équipement utilisant la technique de l'aération par boues activées, dont la capacité est de 2 000 EH, mis en service le 3 octobre 2000.

### Sécurité, justice et secours
La sécurité de la commune est assurée par la brigade de gendarmerie de Selles-sur-Cher qui dépend du groupement de gendarmerie départementale de Loir-et-Cher installé à Blois.
En matière de justice, Gièvres relève du conseil de prud'hommes de Blois, de la Cour d'appel d'Orléans (juridiction de Blois), de la Cour d'assises de Loir-et-Cher, du tribunal administratif de Blois, du tribunal de commerce de Blois et du tribunal judiciaire de Blois.

## Population et société

### Démographie

#### Évolution démographique
L'évolution du nombre d'habitants est connue à travers les recensements de la population effectués dans la commune depuis 1793. Pour les communes de moins de 10 000 habitants, une enquête de recensement portant sur toute la population est réalisée tous les cinq ans, les populations de référence des années intermédiaires étant quant à elles estimées par interpolation ou extrapolation. Pour la commune, le premier recensement exhaustif entrant dans le cadre du nouveau dispositif a été réalisé en 2007.

En 2022, la commune comptait 2 290 habitants, en évolution de −7,51 % par rapport à 2016 (Loir-et-Cher : −1,15 %, France hors Mayotte : +2,11 %).
| 1793 | 1800 | 1806 | 1821 | 1831 | 1836 | 1841  | 1846  | 1851  |
| ---- | ---- | ---- | ---- | ---- | ---- | ----- | ----- | ----- |
| 544  | 582  | 531  | 885  | 896  | 952  | 1 010 | 1 001 | 1 057 |

| 1856  | 1861  | 1866  | 1872  | 1876  | 1881  | 1886  | 1891  | 1896  |
| ----- | ----- | ----- | ----- | ----- | ----- | ----- | ----- | ----- |
| 1 083 | 1 140 | 1 180 | 1 225 | 1 314 | 1 259 | 1 246 | 1 265 | 1 250 |

| 1901  | 1906  | 1911  | 1921  | 1926  | 1931  | 1936  | 1946  | 1954  |
| ----- | ----- | ----- | ----- | ----- | ----- | ----- | ----- | ----- |
| 1 298 | 1 335 | 1 321 | 2 166 | 1 363 | 1 319 | 1 228 | 1 185 | 1 438 |

| 1962  | 1968  | 1975  | 1982  | 1990  | 1999  | 2006  | 2007  | 2012  |
| ----- | ----- | ----- | ----- | ----- | ----- | ----- | ----- | ----- |
| 1 292 | 1 254 | 1 534 | 1 666 | 1 767 | 1 999 | 2 185 | 2 189 | 2 429 |

| 2017  | 2022  | - | - | - | - | - | - | - |
| ----- | ----- | - | - | - | - | - | - | - |
| 2 396 | 2 290 | - | - | - | - | - | - | - |

#### Pyramide des âges
En 2018, le taux de personnes d'un âge inférieur à 30 ans s'élève à 31,0 %, soit en dessous de la moyenne départementale (31,3 %). À l'inverse, le taux de personnes d'âge supérieur à 60 ans est de 31,2 % la même année, alors qu'il est de 31,6 % au niveau départemental.
En 2018, la commune comptait 1 206 hommes pour 1 180 femmes, soit un taux de 50,54 % d'hommes, légèrement supérieur au taux départemental (48,55 %).
Les pyramides des âges de la commune et du département s'établissent comme suit.
| Hommes | Classe d’âge | Femmes |
| ------ | ------------ | ------ |
| 1,0    | 90 ou +      | 1,1    |
| 8,7    | 75-89 ans    | 10,8   |
| 19,1   | 60-74 ans    | 21,8   |
| 23,0   | 45-59 ans    | 20,1   |
| 16,7   | 30-44 ans    | 15,8   |
| 16,1   | 15-29 ans    | 15,0   |
| 15,3   | 0-14 ans     | 15,5   |

| Hommes | Classe d’âge | Femmes |
| ------ | ------------ | ------ |
| 1,1    | 90 ou +      | 2,6    |
| 9,2    | 75-89 ans    | 11,9   |
| 19,7   | 60-74 ans    | 20,4   |
| 20,7   | 45-59 ans    | 20     |
| 16,5   | 30-44 ans    | 16,2   |
| 15,2   | 15-29 ans    | 13,2   |
| 17,6   | 0-14 ans     | 15,7   |

## Économie

### Secteurs d'activité
Le tableau ci-dessous détaille le nombre d'entreprises implantées à Gièvres selon leur secteur d'activité et le nombre de leurs salariés :
|                                                              | total | % com (% dep) | 0 salarié | 1 à 9 salarié(s) | 10 à 19 salariés | 20 à 49 salariés | 50 salariés ou plus |
| ------------------------------------------------------------ | ----- | ------------- | --------- | ---------------- | ---------------- | ---------------- | ------------------- |
| Ensemble                                                     | 161   | 100,0 (100)   | 137       | 21               | 2                | 1                | 0                   |
| Agriculture, sylviculture et pêche                           | 7     | 4,3 (11,8)    | 7         | 0                | 0                | 0                | 0                   |
| Industrie                                                    | 11    | 6,8 (6,5)     | 6         | 5                | 0                | 0                | 0                   |
| Construction                                                 | 21    | 13,0 (10,3)   | 19        | 2                | 0                | 0                | 0                   |
| Commerce, transports, services divers                        | 107   | 66,5 (57,9)   | 93        | 13               | 0                | 1                | 0                   |
| dont commerce et réparation automobile                       | 62    | 38,5 (17,5)   | 55        | 6                | 0                | 1                | 0                   |
| Administration publique, enseignement, santé, action sociale | 15    | 9,3 (13,5)    | 12        | 1                | 2                | 0                | 0                   |
| Champ : ensemble des activités.                              |       |               |           |                  |                  |                  |                     |

Le secteur du commerce, transports et services divers est prépondérant dans la commune (107 entreprises sur 161).
Sur les 161 entreprises implantées à Gièvres en 2016, 137 ne font appel à aucun salarié, 21 comptent 1 à 9 salariés, 2 emploient entre 10 et 19 personnes et 1 emploie entre 20 et 49 personnes.

### Agriculture
En 2010, l'orientation technico-économique de l'agriculture dans la commune est la polyculture et le polyélevage. Le département a perdu près d'un quart de ses exploitations en 10 ans, entre 2000 et 2010 (c'est le département de la région Centre-Val de Loire qui en compte le moins). Cette tendance se retrouve également au niveau de la commune où le nombre d'exploitations est passé de 28 en 1988 à 10 en 2000 puis à 9 en 2010. Parallèlement, la taille de ces exploitations augmente, passant de 16 ha en 1988 à 28 ha en 2010.
Le tableau ci-dessous présente les principales caractéristiques des exploitations agricoles de Gièvres, observées sur une période de 22 ans :
|                                      | 1988                 | 2000                 | 2010                 |
| Dimension économique                 | Dimension économique | Dimension économique | Dimension économique |
| ------------------------------------ | -------------------- | -------------------- | -------------------- |
| Nombre d'exploitations (u)           | 28                   | 10                   | 9                    |
| Travail (UTA)                        | 26                   | 12                   | 10                   |
| Surface agricole utilisée (ha)       | 458                  | 307                  | 255                  |
| Cultures                             |                      |                      |                      |
| Terres labourables (ha)              | 286                  | 233                  | 204                  |
| Céréales (ha)                        | 100                  | 124                  | 139                  |
| dont blé tendre (ha)                 | 18                   | 24                   | s                    |
| dont maïs-grain et maïs-semence (ha) | 28                   |                      | s                    |
| Tournesol (ha)                       | 10                   |                      | s                    |
| Colza et navette (ha)                | 0                    |                      |                      |
| Élevage                              |                      |                      |                      |
| Cheptel (UGBTA)                      | 234                  | 117                  | 88                   |

## Culture locale et patrimoine

### Lieux et monuments
- Caserne des sapeurs-pompiers, édifiée en 1927. L'effectif est de 20 sapeurs-pompiers volontaires. La caserne dispose de 4 véhicules : un FPTHC, une VL, un VSAV et une VLTU.
- Gare de Gièvres.
- Villedieu, anciennement Villedieu-sur-Cher était jusqu'à la Révolution française une paroisse qui était un membre de la commanderie hospitalière de Villefranche-sur-Cher[82]

### Héraldique
| Blason de Gievres | Gievres - Description littéraire : De pourpre semé de colonnes antiques d'or, à deux barres d'argent, l'écu est chargé à dextre en chef d'un écusson d'argent au chef de sable, à la croix latine pattée de gueules brochant. Création Cl. Chevy (1978). - Explication : Les colonnes d'or sur pourpre évoquent la cité commerçante et prospère créée sous l'Empire romain, les deux barres argentées obliquent symbolisent le Cher et la Sauldre qui traversent la ville de part en part, l'écusson à dextre rappelle la position, au nord-ouest de la commune, du fief templier de Villedieu dont une église subsiste encore. |

## Personnalités liées à la commune
- Jean-Pierre Georges, poète, né en 1949 à Chinon fut instituteur à Gièvres.